# Sainte-Florine
Sainte-Florine é uma comuna francesa na região administrativa de Auvérnia-Ródano-Alpes, no departamento de Alto Loire. Estende-se por uma área de 7,67 km². Em 2010 a comuna tinha 3 262 habitantes (densidade: 425,3 hab./km²).